# Júlio Baptista
Júlio César Pereira Baptista (São Paulo, 1 de outubro de 1981) é um treinador e ex-futebolista brasileiro que atuava como meio-campista. Atualmente comanda o Real Madrid Sub-19.

## Carreira como jogador

### São Paulo
Júlio Baptista iniciou sua carreira no São Paulo em 2000, atuando como segundo volante e fazendo parte do talentoso time que tinha nomes como Kaká e Luís Fabiano. Permaneceu até 2003 no clube tricolor, onde conquistou um Torneio Rio-São Paulo e um Supercampeonato Paulista.

### Sevilla
No dia 21 de julho de 2003, teve sua venda acertada ao Sevilla por 2,8 milhões de dólares.
Em 2005, marcou 38 gols em seus 63 jogos pelos Rojiblancos. Foi convocado para a Seleção Brasileira e sagrou-se campeão da Copa das Confederações, se envolvendo assim em uma série de especulações a respeito de uma transferência para os gigantes Barcelona e Real Madrid.

### Real Madrid
No dia 29 de julho de 2005, por 20 milhões de euros, Baptista assinou um contrato de cinco anos com o Real Madrid, após um mês de intensas negociações com os clubes ingleses Arsenal e Tottenham. Durante as negociações, o jogador frequentemente afirmou que desejava ficar na Espanha pelo menos até o final de 2005, para poder conseguir um passaporte europeu que lhe daria grande flexibilidade para circular pelo continente.

### Empréstimo ao Arsenal
Na temporada 2006–07, foi emprestado ao Arsenal para a disputa da Premier League. No clube londrino, usou o número 9 e era utilizado muito esporadicamente, como tal, o Arsenal decidiu não ativar a cláusula que permitia o clube inglês exercer o direito de opção de compra. Em troca, o clube merengue emprestou José Antonio Reyes aos Gunners.
No dia 9 de janeiro de 2007, ganhou notabilidade por marcar quatro gols num jogo válido pela semifinal da Copa da Liga Inglesa — o adversário do Arsenal naquela ocasião foi o Liverpool. Esse fato é um dos grandes e memoráveis na carreira do jogador, tanto no contexto de atuação geral jogando pelo Arsenal, quanto em sua carreira futebolística.

### Retorno ao Real Madrid
Na temporada 2007–08, voltou a jogar pelo time madrilenho. Foi campeão espanhol com o Real naquela temporada, mas como reserva.

### Roma
Em 14 de agosto de 2008, se transferiu para a Roma por nove milhões de euros. O jogador alegou insatisfação com o clube espanhol por ficar a maior parte do tempo no banco de reservas, e por este motivo assinou contrato com o clube italiano.
Na cidade de Roma, Júlio rapidamente se adaptou ao futebol italiano, com muitos gols, dentre eles alguns golaços, como o que fez contra o Torino, de bicicleta. Já contra o Napoli, driblou dois adversários e acertou um belo chute de fora da área. Passou a ser considerado ídolo dos torcedores da Roma, onde ganhou um lugar cativo no coração por conta das constantes lesões do craque Francesco Totti.

### Málaga
No dia 3 de janeiro de 2011, foi anunciado como novo reforço do Málaga. La Bestia assinou um contrato de três anos e meio com o clube espanhol. Marcou nove gols em 12 jogos na temporada 2010–11, ajudando assim a livrar o clube do rebaixamento na La Liga.

### Cruzeiro
No dia 23 de julho de 2013, o Cruzeiro anunciou a contratação de Júlio para substituir o também meio-campista Diego Souza.
O jogador estreou no dia 21 de agosto, contra o Flamengo, numa vitória por 2–1 no Mineirão, em jogo válido pela Copa do Brasil. Marcou seu primeiro gol pelo Cabuloso no dia 1 de setembro, na goleada por 5–3 contra o Vasco da Gama, válida pelo Brasileirão. Júlio Baptista, que na ocasião estava realizando sua primeira como titular, balançou as redes em uma bela cobrança de falta. Ao final do ano, o time terminaria campeão do Campeonato Brasileiro.
No dia 23 de novembro, em partida válida pela 36ª rodada do Campeonato Brasileiro, numa derrota por 2–1 para o Vasco, ele soltou uma declaração polêmica, na qual teria dito ao zagueiro Cris "faz outro logo, p***a!", já que o time carioca precisava de saldo de gols para amenizar sua situação no torneio. Em entrevistas, tanto Júlio quanto Cris negaram, e disseram que as câmeras pegaram apenas uma parte da discussão, na qual ambos afirmam que Cris teria dito à Júlio "amacia aí, pô" e Júlio teria respondido a polêmica frase, já que a equipe cruzmaltina estava ganhando o jogo e não teria dificuldades em fazer o terceiro gol.
Em 2014 disputou a Copa Libertadores, conquistou o Campeonato Mineiro em cima do grande rival Atlético e o segundo Campeonato Brasileiro de forma consecutiva.
Já em 2015, sem a camisa 10, que foi cedida ao recém chegado Giorgian De Arrascaeta, Baptista atuou em apenas três partidas. Com o fim do seu contrato no dia 3 de dezembro, o jogador deixou o Cruzeiro.

### Orlando City
No dia 23 de março de 2016, Júlio Baptista acertou com o americano Orlando City, time onde o também brasileiro Kaká jogava.
Após oito meses, o clube anunciou que não contava com o meia para a disputa da Major League Soccer na temporada 2017. Segundo o jornal Orlando Sentinel, o brasileiro foi considerado um dos melhores reservas da MLS em 2016 por ter conseguido gols ou pênaltis mesmo entrando nos minutos finais das partidas. Em 23 jogos disputados, Júlio Baptista marcou seis gols e deu três assistências. Despediu-se do Orlando City no dia 23 de novembro.

### Cluj
O jogador voltou ao futebol profissional e acertou seu retorno ao futebol europeu no dia 18 de agosto de 2018, ao ser anunciado como novo reforço do Cluj, da Romênia. Júlio Baptista tornou-se a maior contratação da história do futebol do país.
Estreou no dia 26 de agosto de 2018, no empate em 0–0 contra o Gaz Metan Mediaș, pela sexta rodada da Liga I Betano, o Campeonato Romeno. Entrou aos 25 minutos da segunda etapa, substituindo o meia Alexandru Ioniță.

### Aposentadoria
Anunciou oficialmente a sua aposentadoria no dia 23 de maio de 2019, aos 37 anos.

## Seleção Nacional
Estreou pela Seleção Brasileira no dia 4 de junho de 2001, num empate em 0–0 contra o Japão pela Copa das Confederações daquele ano. Foi convocado também para a Copa das Confederações de 2005, na qual foi reserva e atuou em apenas duas partidas.
Como muitas vezes jogou fora de posição no Real Madrid, sua forma caiu e ele não foi incluído na lista da Copa do Mundo de 2006. No entanto, com a chegada de Dunga, Baptista foi convocado para a Seleção Brasileira com frequência, indo para a Copa América de 2007, na qual marcou o gol de abertura na vitória do Brasil por 3–0 sobre a Argentina, na final realizada no dia 15 de julho. Baptista encerrou a competição com três gols.
Foi convocado para a Copa das Confederações de 2009 e para a Copa do Mundo de 2010, atuando assim em todas as competições na "Era Dunga". No total, Baptista atuou em 48 jogos pela Seleção Brasileira e marcou cinco gols.

## Carreira como treinador

### Valladolid B
No dia 8 de julho de 2021, Júlio Baptista foi anunciado como técnico do Valladolid B, clube patrocinado por Ronaldo, assinando contrato até 30 de junho de 2022. Baptista assumiu o cargo no lugar do treinador espanhol Javier Baraja, ex-volante do Valladolid. No dia 8 de novembro de 2023, o Valladolid anunciou a demissão de Júlio Baptista. De acordo com a imprensa espanhola, o ex-jogador brasileiro foi desligado do cargo de técnico do Valladolid Promesas, time B dos alvivioletas, após críticas contra o treinador da equipe principal Paulo Pezzolano e contra a diretoria.

### Real Madrid Sub-19
Em maio de 2025, o Real Madrid acertou a contratação de Júlio Baptista para o comando do futebol juvenil do clube.

## Títulos
São Paulo
- Copa São Paulo de Futebol Júnior: 2000
- Torneio Rio-São Paulo: 2001
- Supercampeonato Paulista: 2002

Real Madrid
- La Liga: 2007–08

Cruzeiro
- Campeonato Brasileiro: 2013 e 2014
- Campeonato Mineiro: 2014

Seleção Brasileira
- Campeonato Sul-Americano Sub-20: 2001
- Copa das Confederações FIFA: 2005 e 2009
- Copa América: 2004 e 2007

### Prêmios individuais
- Don Balón: La Liga de 2003–04 (revelação do campeonato)
- Artilheiro da Copa da Liga Inglesa: 2006–07 (6 gols)